# Arbequina

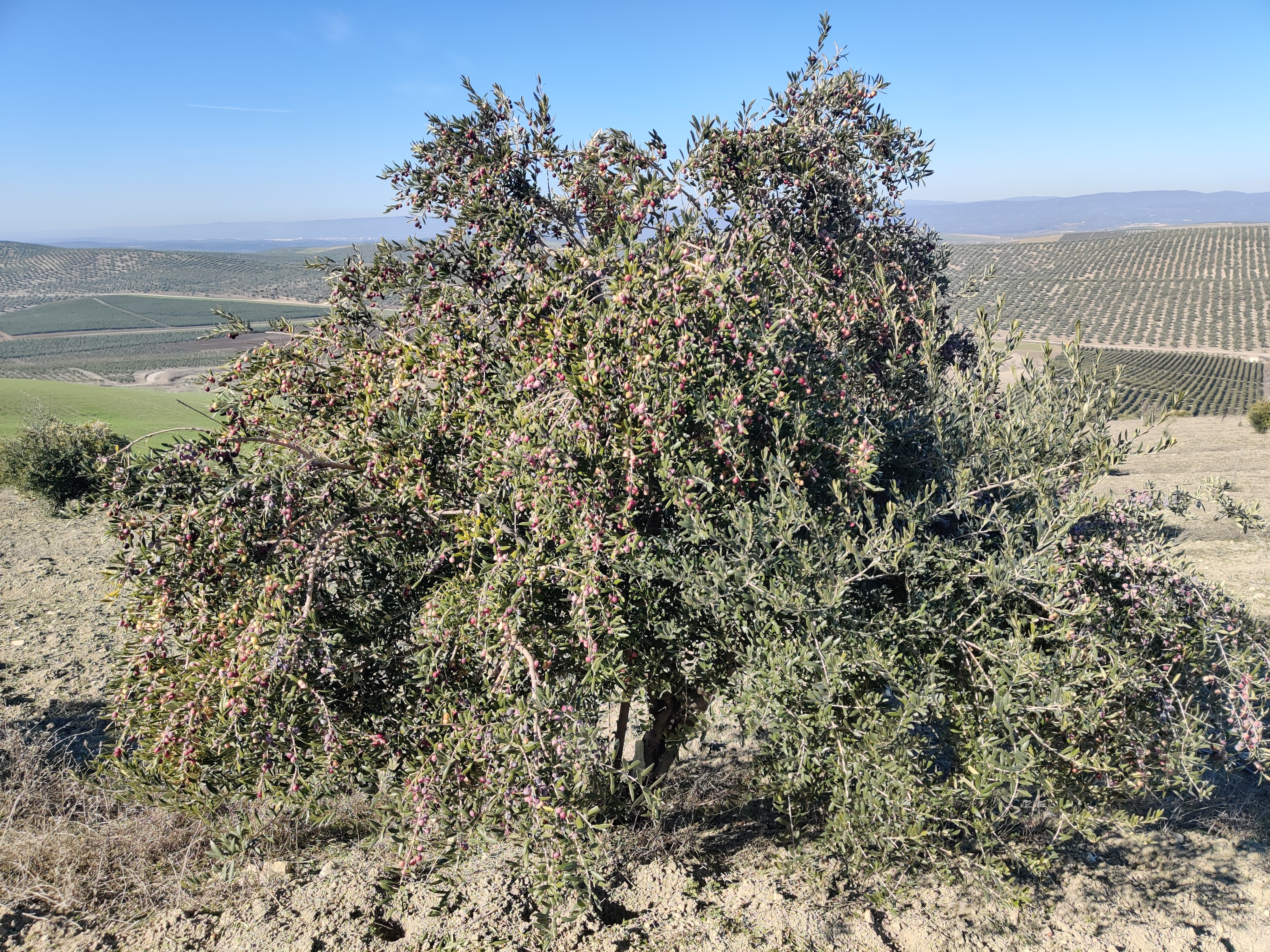
Olivo de la variedad arbequina, en la provincia de Jaén.

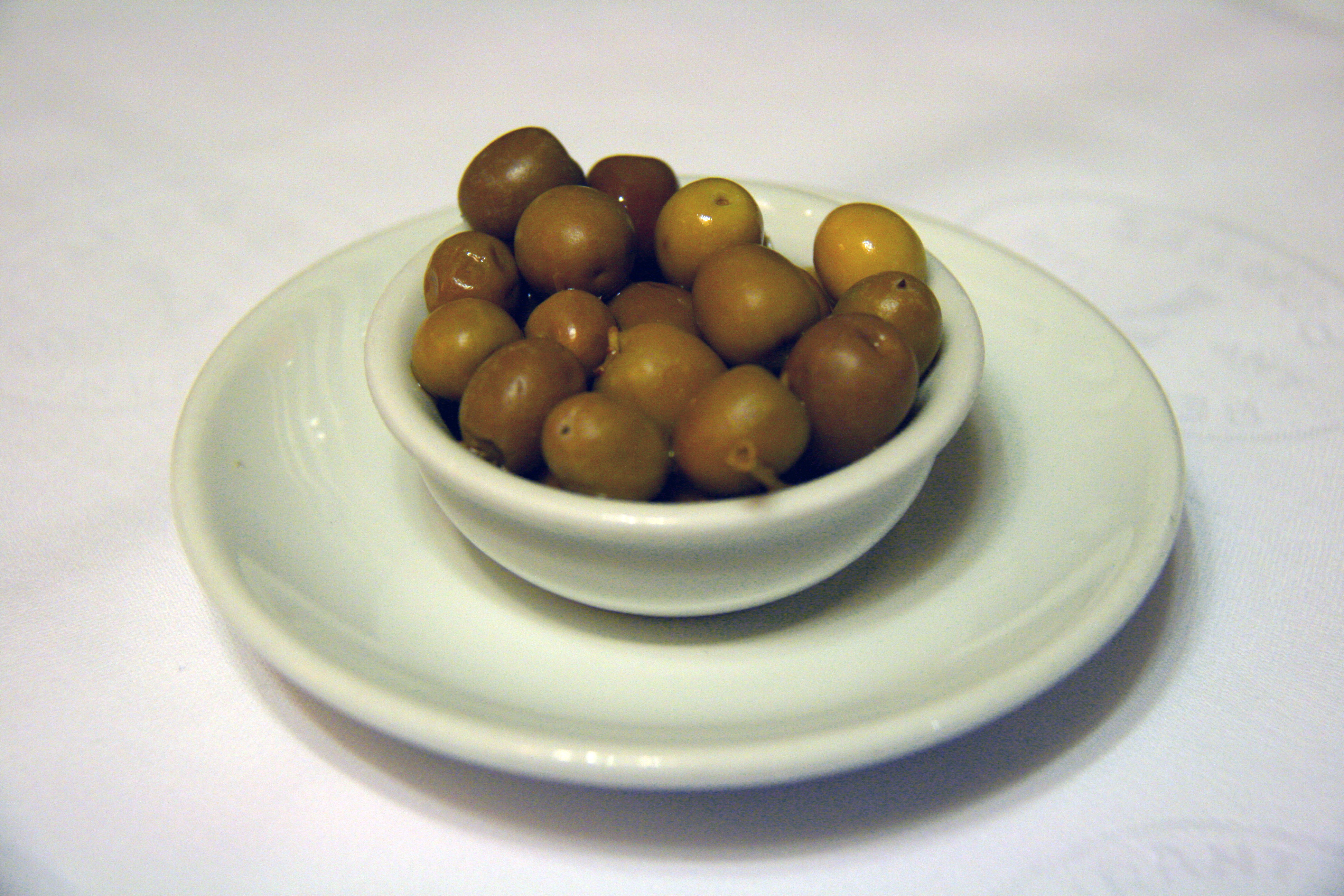
Tapa de arbequinas.

Arbequina es una variedad de olivo (Olea europea). Fue introducida por la duquesa de Cardona en el siglo XVII. La duquesa vivía en el castillo-palacio de Arbeca, Cataluña, de ahí el nombre que recibe esta variedad en honor al municipio donde residía.

## Características
La arbequina se caracteriza por una gran resistencia al frío, un vigor muy reducido y una baja resistencia a los suelos calcáreos. El tamaño de su fruto es el menor de las variedades cultivadas en España, entre uno y dos gramos.
En cuanto a su distribución, podemos encontrar plantaciones en las comunidades de Cataluña, Aragón y Andalucía en España, en la zona del Maule en Chile, La Rioja en Argentina, Minas Gerais en Brasil y recientemente en zonas de las sierras de Maldonado y Minas en Uruguay. Es la base de las modernas plantaciones intensivas ya que su escaso vigor permite una alta densidad de plantas, llegando en algunas plantaciones a las 2000 plantas por hectárea.
El aceite de oliva virgen extra temprano de arbequinaes suave y tiene aroma afrutado. Sin embargo, debido a la baja proporción de polifenoles, su duración es limitada.

## Usos
Además de ser empleada como aceituna de mesa, se utiliza para producir un aceite de oliva de gran calidad. En general, los aceites de oliva basados en este tipo de olivo son más fluidos y dulces, con un acabado donde el amargor y el picante apenas son perceptibles.